# Гайльсгоп
Гайльсгоп (нім. Heilshoop) — громада в Німеччині, розташована в землі Шлезвіг-Гольштейн. Входить до складу району Штормарн. Складова частина об'єднання громад Нордштормарн.
Площа — 8,5 км2. Населення становить 550 ос. (станом на 31 грудня 2020).

## Галерея

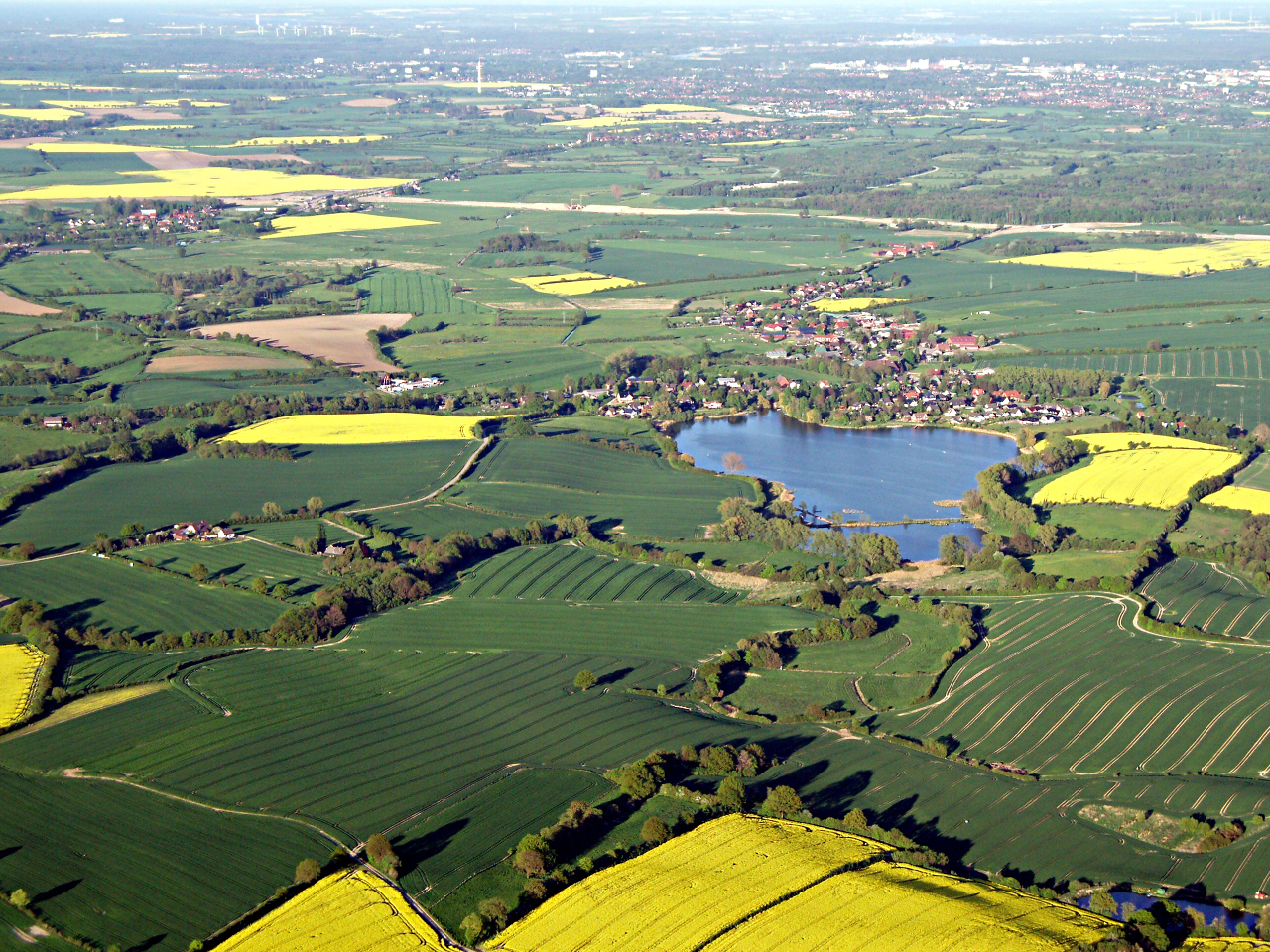